# Марцеллін (граф Арлю)
Марцеллін (лат. Marcellinus; д/н — бл. 800) — 1-й граф Арлю в 780—800 роках.

## Життєпис
Про походження практично нічого невідомо, власне ім'я вказує на належність до оалло-римської знаті. У 780 році франкський король Карл I призначив його графом Арлю, ліквідувавши систему місус-домінісус (лат. Missus dominicus) — графів-посланців (сендграфів), які короткотерміновано управляли Провансом після 751 року.
Втім в підпорядкуванні його знаходився увесь південний Прованс. Тому дослідники часто розглядають Марцелліна як графа Провансу. З огляду на міцну владу тодішнього франкського короля Марцеллін зберігав йому вірність. Водночас Марцеллін замало уславився, щоб бути якось відміченим в хроніках.